# 尚贤堂
尚贤堂（The International Institute of China）是美国社会活动家李佳白在中国北京和上海两地创办的社交与文化交流机构。
李佳白曾经是受美北长老会差遣，在中国山东省的传教士，由于向差会提出将传教对象转向上层人士的设想，未获批准，于是在1894年脱离美北长老会，前往北京，鼓吹维新变法。1897年2月，由总理各国事务衙门批准，在北京正式成立尚贤堂，主要举办各种中外联谊活动。 
1900年，北京尚贤堂被义和团烧毁。1903年，李佳白在上海法租界霞飞路购地14亩（今上海市黄浦区淮海中路358弄），重建尚贤堂。除举办新年茶会等各种中外社交活动外，还开设学堂、藏书楼和华品陈列所，并邀请多种宗教的人士聚集在尚贤堂，进行演讲和探讨，宣扬宗教大联合的思想。 
1917年，李佳白由于极力反对中国参战 ，经美国驻华公使要求，李佳白被中国当局驱逐出境，尚贤堂关闭。 
1921年，李佳白再度来华，1922年恢复北京尚贤堂，致力于各种和平活动，但是受欢迎程度已经大为下降。1926年，李佳白再将尚贤堂迁回上海。1927年9月30日，李佳白在上海去世。其子李约翰将尚贤堂土地出售，另租博物院路亚洲文会大楼办公，维持到1950年代初。霞飞路尚贤堂部分原址在1924年改建为石库门里弄尚贤坊（已经列为上海市文物保护单位）。1938年，顾南群在此开设私立南洋医院。